# Ernst Hadorn

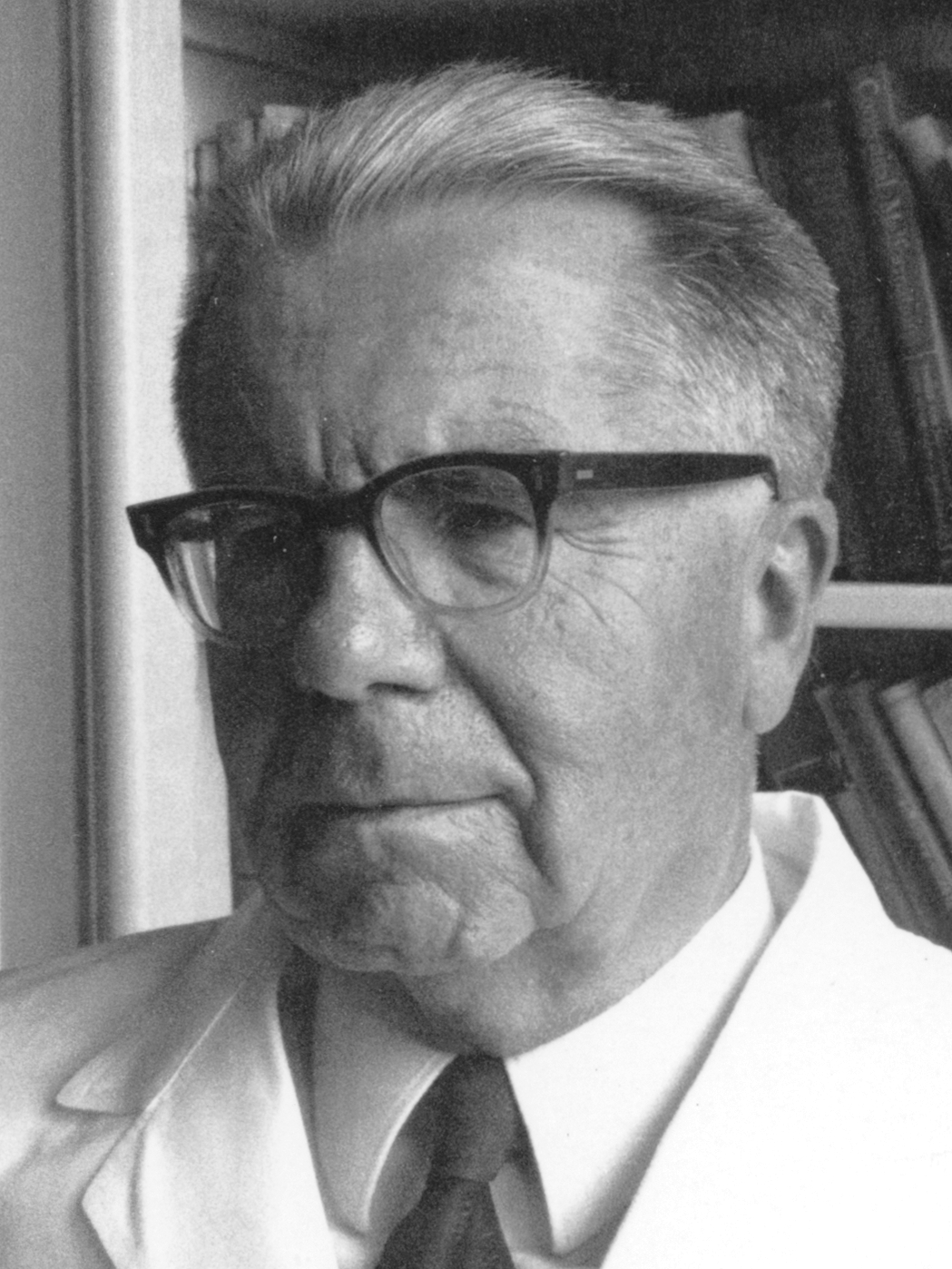
Ernst Hadorn

Ernst Hadorn (* 31. Mai 1902 in Forst; † 4. April 1976 in Wohlen bei Bern) war ein Schweizer Zoologe. Hadorn vereinigte Genetik und Entwicklungsbiologie und wurde zu einem der Pioniere der modernen Entwicklungsgenetik.

## Laufbahn
Der Sohn eines Bauern war zunächst von 1922 bis 1925 Primar- und Mittelschullehrer in Lütiwil und studierte ab 1925 an den Universitäten Bern, München und Paris Naturwissenschaften. Er trat als Student der Verbindung Zähringia Bern und dem Münchener Wingolf bei. 1931 wurde er bei Fritz Baltzer mit einer Arbeit zum Thema Über Organentwicklung und histologische Differenzierung in transplantierten merogonischen Bastard-Geweben bei Triton palmatus weibl. x Triton cristatus männl. promoviert und war danach Sekundarlehrer in Thun. 1935 habilitierte er sich an der Universität Bern. Von 1936 bis 1937 war er als Stipendiat der Rockefeller Foundation in den USA, wo er unter anderem bei Thomas Hunt Morgan arbeitete. An der University of Rochester bekam er Kontakt mit Curt Stern der sein Interesse auf das Forschungsobjekt Drosophila lenkte. 1939 wurde er ausserordentlicher Professor, 1943 Ordinarius für Zoologie und vergleichende Anatomie an der Universität Zürich. Hadorn wurde 1972 emeritiert.
Hadorn war zeitweise Rektor der Universität Zürich und später Initiant des Forschungscampus Zürich-Irchel, für den er sich bei einer Volksabstimmung 1970 mit Nachdruck einsetzte. Ernst Hadorn ist Vater des Pädiaters Hans-Beat Hadorn.

## Forschung
Der Forschungsschwerpunkt von Hadorn war die Genetik. Sein Forschungsobjekt war vor allem die Taufliege Drosophila, bei der er als Zentralorgan für die Hormonbildung die sogenannte Ringdrüse entdeckte. Weiter wies er nach, dass sich Letalfaktoren phasenspezifisch, also in einem bestimmten Entwicklungsstadium des Erbträgers, sowie zell- und organspezifisch auswirken. Dabei führte Hadorn zusammen mit Herschel K. Mitchell die papierchromatographische Technik zur Untersuchung von fluoreszierenden Stoffen, den sogenannten Pterinen, bei den Mutanten der Drosophila ein. Seine frühesten Forschungsobjekte waren Amphibien, über die er auch seine Doktorarbeit verfasste.
Eine seiner bekanntesten Entdeckungen ist die Tatsache, dass frühe Organanlagen der Fliege Drosophila unter gewissen experimentellen Bedingungen ihre Bestimmungsrichtung ändern, also etwa statt Beinen Flügel oder Antennen bilden können. Diesen Vorgang bezeichnete Hadorn als Transdetermination. Hadorn war Mitbegründer der Zeitschrift Developmental Biology.

## Ehrungen und Mitgliedschaften
- 1954: Marcel-Benoist-Preis
- 1963: Präsident des 11. Internationalen Genetikkongresses in Den Haag
- 1964: Albert-Brachet-Preis[2]
- ab 1966: Mitglied des Schweizerischen Wissenschaftsrats
- 1966: Mitglied der American Academy of Arts and Sciences
- 1966: Korrespondierendes Mitglied der Bayerischen Akademie der Wissenschaften
- 1967: Mitglied der Leopoldina[3]
- 1969: Korrespondierendes Mitglied der National Academy of Sciences, Washington, DC[4]
- 1975: Österreichisches Ehrenzeichen für Wissenschaft und Kunst
- Dr. h. c. Universität Basel und Universität Utrecht

Zu seinen Ehren wurde die Ernst Hadorn-Stiftung ins Leben gerufen, die ihren Sitz in Zürich hat. Sie hat als Stiftungszweck Förderung der naturwissenschaftlichen Grundlagenforschung an der Universität Zürich.